# Караульский сельсовет (Красноярский край)
Караульский сельсовет — административно-территориальная единица, выделявшаяся в составе Усть-Енисейского района Таймырского Долгано-Ненецкого автономного округа.

## История
Караульский сельсовет как административно-территориальная единица и орган местного самоуправления существовал до 1989 года, после 1989: администрация села Караул, подчинённая администрации Усть-Енисейского района. В 1992 году сельская администрация была упразднена и село Караул передано в подчинение администрации Усть-Енисейского района.
Официально с 1999 года: территория, подведомственная администрации Усть-Енисейского района.
При образовании к 1 января 2005 года Таймырского Долгано-Ненецкого муниципального района территория бывшего Караульского сельсовета вошла в состав территории сельского поселения Караул.
В 2010 году были приняты Закон об административно-территориальном устройстве и реестр административно-территориальных единиц и территориальных единиц Красноярского края, провозгласившие отсутствие сельсоветов в Таймырском Долгано-Ненецком и Эвенкийском районах как административно-территориальных единицах с особым статусом. В Таймырском Долгано-Ненецком автономном округе в границах сельских поселений были утверждены составные территориальные единицы, образованные сельскими населёнными пунктами.
Как единица статистического учёта сельсовет фигурировал в сборнике по результатам переписи 2002 года (часть 14. Сельские населённые пункты) наряду с сельской администрацией.
В ОКАТО сельсовет учитывался до 2011 года.

## Населённые пункты
| № | Населённый пункт | Тип населённого пункта | Население |
| - | ---------------- | ---------------------- | --------- |
| 1 | Караул           | село                   | ↘781      |

Также в состав Караульского сельсовета входил упразднённый посёлок Толстый Нос.